# Сорокин, Абрам Борисович
Абрам Борисович Сорокин — советский хозяйственный, государственный и политический деятель, Герой Социалистического Труда.

## Биография
Родился в 1908 году в селе Комар. Член КПСС с 1940 года.
С 1928 года — на хозяйственной, общественной и политической работе. В 1928—1974 гг. — учитель, директор школы, участник Великой Отечественной войны, заместитель командира пулемётной роты в 2-м гвардейском механизированном корпусе, директор совхоза «Стекольщик» Константиновского района Сталинской области, председатель колхоза имени XX съезда КПСС/имени Петровского Константиновского района Сталинской области Украинской ССР.
Указом Президиума Верховного Совета СССР от 28 февраля 1958 года присвоено звание Героя Социалистического Труда с вручением ордена Ленина и золотой медали «Серп и Молот».
Умер в селе Иванополье в 1999 году.